# Silly (groupe)
Pour les articles homonymes, voir Silly.
Silly est un groupe de rock allemand. Reinhard Petereit (Petereit), Daniel Hassbecker et Ronny Dehn sont les « musiciens invités permanents. »

## Biographie

### Première phase (1978-1996)
Thomas Fritzsching (guitare, chant) forme le groupe en 1978 à Berlin-Est. Avec Mathias Schramm (basse), ils découvrent la chanteuse Tamara Danz, recrutent le claviériste Ulrich Mann depuis le conservatoire de Weimar, Mike Schafmeier (batterie) de Cottbus, et Manfred Kusno (claviers), pour former le groupe Metropol.
Le nom de groupe, Silly est déjà fixé, mais non admis par les autorités de la RDA du fait de son anglicisme. Finalement, le groupe prend le nom de Familie Silly et explique que Silly est la mascotte du groupe, un chat. Les autorités acceptent finalement ce nom avant de se rebaptiser Silly en 1982. Leurs premiers concerts ont lieu en Roumanie et en Norvège. En Roumanie, ils obtiennent beaucoup de succès. En 1981, ils remportent le Grand Prix de la Bratislavska Lyra.
Au début des années 1980, le rédacteur Werner Karma rejoint le groupe. Il réussit à rendre le groupe unique de par ses textes. Tamara Danz devient une chanteuse à part entière. À cette époque, Silly participe à des événements majeurs tels que le Rock für den Frieden im Palast der Republik où, en 1983, avec Dieter Birr des Puhdys, ils jouaient une chanson populaire. En 1982, Ritchie Barton, qui vivait avec Tamara Danz depuis deux ans, remplace les deux membres fondateurs, Manfred Kusno et Ulrich Mann, aux claviers. 1984 assiste également au départ du batteur Mike Schafmeier, qui est remplacé par Herbert Junck.
En 1986, après avoir enregistré l'album Bataillon d’Amour, le bassiste Mathias Schramm quitte le groupe. Jäcki Reznicek (basse) de Pankow, et Uwe Hassbecker (guitare, violon), qui avait auparavant joué pour Stern Meissen, rejoignent le groupe. Hassbecker - initialement un admirateur anonyme du groupe - les rejoint et devient par la suite l'époux de Tamara Danz. En août 1988, Werner Karma quitte le groupe en raison de divergences internes. En 1993, sort l'album Hurensöhne ; l'année suivante, Thomas Fritzsching quitte le groupe. Cette année aussi, sort le double album live Silly + Gundermann und Seilschaft, après un concert conjoint des deux groupes.

### Retour (depuis 2007)
L'actrice Anna Loos a succédé à Tamara Danz en tant que chanteuse à l'automne 2006 dans le cadre du Silly & Anna Loos Elektroakustiktour 2006/2007.
Le groupe revient, composant la bande son du film Der Mond und andere Liebhaber de Bernd Böhlich avec Katharina Thalbach dans le rôle principal. La bande son est sortie en même temps que le film en juillet 2008. De plus, pour sa trentième année d'existence, le groupe publie un coffret triple DVD comprenant un remake de l'ouvrage Tamara Danz – Legenden d'Alexandre Osang.
Silly participe également à de nombreux concerts en plein air en 2008 et pour la deuxième fois au succès de la tournée Ostrock-in-Klassik-Tour avec le Babelsberg Film Orchestra, aux côtés des Puhdys, Karat et bien d'autres. En 2010, Silly participe au Bundesvision Song Contest 2010. Puis ils s'associent avec Werner Karma pour un nouvel album, Kopf an Kopf, qui sera certifié la même année disque d'or ,.
Le départ de Anna Loos est annoncé en 2018. Elle est remplacée en 2019 par AnNa R. et Julia Neigel.

## Membres

### Membres actuels
- Julia Neigel - chant (depuis 2019)
- Ritchie Barton - claviers (depuis 1982)
- Uwe Hassbecker - guitare, violon (depuis 1986)
- Jäcki Reznicek  - basse (depuis 1987)

### Ancien membres
- Thomas Fritzsching (1978–1994)
- Mathias Schramm (1978–1985)
- Michael Schafmeier (1978–1984)
- Ulrich Mann (1978–1981)
- Manfred Kusno - (1978–1981)
- Herbert Junck - batterie (1984–2005, décédé)
- Tamara Danz - chant (1978-1996, décédée)
- Anna Loos - chant (2006-2018)
- AnNa R. - chant (2019-2025, décédée)

## Discographie

### Albums studio
- 1980 : Silly (Rocktopus/Hansa, Bundesrepublik Deutschland)
- 1981 : Tanzt keiner Boogie? (Amiga)
- 1983 : Mont Klamott (Amiga)
- 1984 : Zwischen unbefahrenen Gleisen (Amiga; wurde mit einem Veröffentlichungsverbot belegt)
- 1985 : Liebeswalzer (Amiga, abgeänderte und umbenannte Neuausgabe von Zwischen unbefahrenen Gleisen)
- 1986 : Bataillon d’Amour (Amiga)
- 1989 : Februar (Amiga)
- 1993 : Hurensöhne (DSB Berlin)
- 1996 : Paradies (SPV)
- 2008 : Der Mond und andere Liebhaber (bande son)
- 2010 : Alles rot (Island)
- 2013 : Kopf an Kopf (Island/Universal)
- 2016 : Wutfänger (Island/Universal)

### Compilations
- 1996 : Best of Silly Vol. 1
- 1997 : Best of Silly Vol. 2
- 1999 : Traumteufel
- 2005 : Silly Klassiker + Sounds
- 2006 : Silly – Die Original Amiga Alben (8-CD-Box)
- 2011 : Silly – Original Album Classics (5-CD-Box)
- 2015 : Musik unserer Generation – Die größten Hits